# Ramaria conjuncta
Ramaria conjuncta är en svampart som först beskrevs av Peck, och fick sitt nu gällande namn av Corner 1950. Ramaria conjuncta ingår i släktet Ramaria och familjen Gomphaceae.   Inga underarter finns listade i Catalogue of Life.